# John Suckling (poète)
Pour les articles homonymes, voir John Suckling et Suckling.
Œuvres principales
The Goblins
John Suckling, né à Twickenham en 1609 et mort à Paris en 1642, est un poète, un dramaturge et un courtisan anglais de l'époque de Jacques Ier et de Charles Ier d'Angleterre.

## Biographie

### Ascendants
Grand-père et oncle
John Suckling est né dans la maison familiale à Whitton, dans la paroisse de Twickenham dans le Middlesex, et y est baptisé le 10 février 1609. Son grand-père, Robert Suckling (en), descendant d'une vieille famille du Norfolk, a été maire de Norwich et a représenté cette cité au Parlement en 1586. Son oncle, Edmond Suckling, a été doyen de Norwich de 1614 jusqu'à sa mort en 1628.
Père
Son père, nommé John Suckling également, entre à Gray's Inn en 1590, et est élu député du borough de Norwich en 1601. En 1602, il sert de secrétaire au lord Trésorier, et, en décembre 1604, il devient receveur des taxes pour aliénation dans la succession de sir Arthur Atye (en). Dans le Parlement de 1614, il semble représenter Reigate. Il est fait chevalier par Jacques Ier à Theobalds House le 22 janvier 1615. En février 1620, il devient maître des requêtes, et en 1622, il est nommé contrôleur de la maison royale, « poste rémunérateur ». Cette fonction se révèle sans conteste très lucrative pour cet homme qui jusque-là n'a jamais laissé échapper une occasion d'accumuler manoirs, fermages, avoueries en divers endroits du pays. En septembre 1621, il est désigné comme le plus sérieux adversaire de Richard Weston pour le poste de Chancelier de l'Échiquier, et en mars 1622, il est promu secrétaire d'État, tandis que Jacques Ier, à son accession au trône, le nomme conseiller privé. En 1623, il choisit de représenter le Middlesex au Parlement, ayant aussi été élu à Lichfield et à Kingston-upon-Hull. En 1625, il représente Yarmouth, et en 1626, il siège pour Norwich de préférence à Sandwich. Il meurt le 27 mars 1626.
Mère
Sa mère, Martha, est la fille de Thomas Cranfield, citoyen et négociant en tissus de Londres. Elle est ainsi la sœur de Lionel Cranfield, qui, en 1622, est créé premier comte de Middlesex (en). Elle meurt le 28 octobre 1613 à l'âge de trente-cinq ans, laissant son fils John âgé de quatre ans et demi et quatre filles. Devenu veuf, John Suckling senior se remarie avec Jane, veuve de Charles Hawkins. À la demande de celle-ci, il achète le domaine de Rose Hall près de Beccles, qu'il lui laissera ainsi que sa maison de Fleet Street à Londres.

### Jeunesse
À seize ans, John Suckling entre à Trinity College de l'université de Cambridge le 3 juillet 1623, mais il n'obtient aucun diplôme, même si Davenant parle avec excentricité de sa compétence universitaire. Suckling est admis à Gray's Inn le 23 février 1626. La mort de son père le 27 mars de la même année le fait héritier de riches domaines dans le Suffolk, le Lincolnshire et dans le Middlesex, lui permettant de mener grand train à la cour. Parmi ses amis, on peut citer le député et pasteur, sir Tobie Matthew (en), le dramaturge Thomas Nabbes, qui lui dédie sa pièce Covent Garden en 1638, le poète et traducteur Wye Saltonstall, qui lui dédie sa traduction des Epistolae de Ponto d'Ovide en 1639, Richard Lovelace et le juriste et député Tom Carew (en). Il est plus intimement lié avec William Davenant, à qui il adresse plusieurs copies de vers et qui lui a inspiré une vénération toute spéciale pour Shakespeare, et le « très mémorable » John Hales, théologien et écrivain, à qui il adresse aussi des vers.

### Campagne des Pays-Bas
Ses relations avec sa famille du Middlesex lui servent à s'introduire dans des cercles officiels plus élevés. Mais le séjour du jeune galant à la cour est interrompu avant la fin 1628, quand il se met à voyager. Il s'arrête tout d'abord à Paris, puis passe en Italie. Mais pour le 19 septembre 1630, il se trouve de nouveau en Angleterre, où il est fait chevalier par le roi à Theobalds House. Il rassemble en juillet 1631 une force de six mille hommes, qui part de Yarmouth pour les Pays-Bas sous le commandement du marquis d'Hamilton, afin de renforcer l'armée de Gustave Adolphe. Sous leur direction, il prend part à la défaite du comte de Tilly devant Leipzig le 7 septembre 1631 et est présent au siège de Crossen en Silésie, celui de Guben dans le Brandebourg, de Glogau en Pologne et de Magdebourg en Saxe-Anhalt. Rentrant en 1632 après ces aventures, Suckling se jette avec passion et prodigalité dans tous les plaisirs de la cour : cartes, dés et femmes exercent sur lui une irrésistible fascination, et il admet volontiers que ce qu'il estime le plus au monde sont une paire d'yeux noirs ou un coup heureux aux boules. Ainsi à Tunbridge Wells, il gagne deux mille £ à un certain lord Dunhill au jeu de quilles.
Un incident vient gâter sa carrière de joyeux courtisan. Il fait une cour assidue à la fille de sir Henry Willoughby, une très riche héritière, et ses prétentions sont approuvées par le roi Charles, dont il est un favori. L'avancée des négociations est vue d'un mauvais œil par la demoiselle, qui est déterminée à contrecarrer le projet. Pour cela, elle fait appel à un autre soupirant, sir John Digby, à qui elle assigne la tâche d'obtenir la signature de Suckling au bas d'une renonciation manuscrite à sa main. Digby, qui est un homme d'une grande force physique et un escrimeur expérimenté, se met en quête de son rival à Londres. Ils se rencontrent sur la route, et après une brève dispute, en viennent aux mains. L'infortuné poète est bastonné, sans qu'il sorte son épée. Le fait qu'il se soumette aussi platement à ce grossier outrage libère les langues de nombreux détracteurs à la cour, et ces commérages le conduisent à préférer la fréquentation d'hommes pondérés comme Lucius Cary, 2e vicomte Falkland, Roger Boyle, Thomas Stanley et d'autres philosophes ou universitaires. Il se trouve ainsi avec Falkland et d'autres au débat officiel, qui se tient dans les salons de John Hales à Eton, pour comparer les mérites de Shakespeare à ceux des poètes classiques. À l'unanimité, la préférence est donnée à Shakespeare. Suckling assemble avec une joyeuse ingénuité les noms de ses contemporains les plus intéressants dans son Session of the Poets, qui circule sous forme manuscrite au début de 1637. Par la suite, cette forme littéraire sera souvent reprise, par exemple par lord Rochester (Trial for the Bays), par Sheffield, 1er duc de Buckingham et Normanby, (Election of a Poet Laureate), et par beaucoup d'autres, dont le meilleur est peut-être Feast of the Poets de Leigh Hunt.

### Première pièce
La même année, Suckling fait avec Davenant un voyage à Bath. Selon John Aubrey, Suckling y arrive dans un équipage de prince avec un plein chariot de livres. C'est là qu'il écrit son petit traité sur le socinianisme. L'hiver suivant, il écrit sa première pièce Aglaura, au sujet de laquelle le révérend George Garrard écrit à Thomas Wentworth, 1er comte de Strafford : « Deux serviteurs du roi, John Sutlin [sic] et Will Barclay, ont chacun écrit une pièce, qui a été jouée avec grand succès à la cour et au Blackfriars Theatre. La pièce de Sutlin a coûté trois ou quatre cents livres pour la mise en scène, et il a donné huit ou dix costumes neufs aux acteurs, une prodigalité sans précédent ». Le roi est certainement présent, et il exprime son regret que l'intrigue se finisse tragiquement, si bien que Suckling la change, transformant sa tragédie en tragi-comédie. Le succès est probablement dû dans une large mesure au décor, qui n'a jamais été aussi somptueux sur une scène de théâtre et ne se rencontre que pour les spectacles de masques à la cour,. Cette pièce a été reprise à la Restauration, mais Pepys la juge « mauvaise », tandis que Flecknoe dans son Short Discourse on the English Stage n'est guère plus enthousiaste, écrivant « qu'elle est pleine de fleurs, mais de fleurs piquées, et non poussant naturellement ». Aglaura est publiée en 1638 avec une préface en vers de Brome. Les larges marges provoquent les sarcasmes des gens d'esprit, qui comparent le texte sur sa page à un enfant dans un grand lit.

### Campagne d' Écosse
Lorsque la campagne d'Écosse débute, Suckling et son ami George Goring proposent d'amener chacun une centaine de cavaliers, si nécessaire dans les trois jours. Le contingent de Suckling est réuni à la date prévue, à un coût estimé à 12 000 livres, et il accompagne Charles dans sa marche jusqu'à la frontière en mai 1639. Bien qu'il se retire précipitamment de Kelso avec Henri Rich, 1er comte de Hollande, aucun acte de lâcheté ne peut être retenu contre lui. Ce qui l'expose aux railleries des rimailleurs est la magnificence coûteuse des vestes et des plumets écarlates, ainsi que des pourpoints blancs, dont il pare ses soldats. L'auteur des vers primesautiers Upon Sir John Suckling's Most Warlike Preparations for the Scottish War (« Sur les préparations les plus belliqueuses de sir John Suckling pour la guerre d'Écosse ») aurait été encore plus sarcastique, s'il avait appris comment Alexander Leslie avait capturé le carrosse privé de Suckling, qui contenait une grande quantité de vêtements somptueux et 300 livres en espèces. Pourtant, grâce à sa conduite pendant la campagne, Suckling progresse dans l'estime du roi plutôt que l'inverse. Le 22 février 1639, il obtient une charge de capitaine des carabiniers, et c'est vers cette époque qu'apparaît sa pièce The Discontented Colonel, dans laquelle il met en lumière la déloyauté des Écossais. La première ébauche de cette pièce sera imprimée en 1646 sous le titre de Brennoralt.

### Projet de complot et fuite
C'est sans doute durant l'hiver 1640 qu'il rédige sa lettre de conseil au roi, sous la forme d'une lettre à sir Henry Jermyn, confident de la reine. Son avis assez confus est qu'avant tout Charles quitte son attitude passive et qu'il fasse quelque chose d'extraordinaire. Selon lui, le roi doit enchérir sur les leaders de l'opposition en accordant tout ce qui est désiré, et même plus que tout. À la mi-mars, le poète complète son avis par un projet de « coup de force ». C'est le premier complot de militaires pour s'assurer le commandement de l'armée du roi. Mais des dissensions apparaissent parmi ses promoteurs. Henry Percy (en) réussit provisoirement à convaincre le roi d'abandonner le plan de Suckling et de Jermyn pour le sien. Des tentatives sont faites, à la suggestion du roi, pour concilier les deux groupes lors de plusieurs réunions à Whitehall, mais elles échouent, et Charles finit par rejeter les plans de deux groupes : « toutes ces solutions sont folles et vaines … et je ne les envisagerai désormais plus ». Un des conspirateurs, George Goring, fâché que sa proposition de marcher sur Londres et le Parlement ne soit pas retenue, révèle volontairement les détails du plan aux leaders de l'opposition au Parlement.
Après l'exécution de Strafford le 11 mai, un comité est rapidement mis en place pour enquêter sur le complot. Les leaders de l'opposition sont spécialement exaspérés par Suckling, lorsqu'ils apprennent que durant la quinzaine précédente, celui-ci était très occupé à recruter des hommes soi-disant pour le Portugal, que le 2 mars, des agents du roi avaient essayé de donner à une centaine d'hommes accès à la Tour de Londres, sans doute pour libérer Strafford, et enfin que ce même jour, Suckling avait réuni dans une taverne de Bread Street une soixantaine d'hommes armés. Le 6 mai, on s'attend que Suckling et ses complices soient inculpés devant le comité des lords, mais ils ne se présentent pas, et, le 8 mai, un mandat d'arrêt est lancé contre eux.
Le roi promet au Parlement de retenir ses courtisans, mais Suckling, qui avait pris la fuite dès le 6 mai, est sur le continent le 8, et ses amis se sont cachés. Un verdict de haute trahison est prononcé le 13 août contre Suckling, Jermyn et Percy. Peu de temps après sa fuite, paraît une Letter sent by Sir John Suckling from France deploring his sad Estate and Flight, with a Discoverie of the Plot and Conspiracie intended by him and his adherents against England, un pamphlet burlesque racontant la vie du poète en quarante-deux stances, à la manière de sir John Mennes (en). Cette amusette est imprimée à Londres, bien qu'elle soit datée du 16 juin 1641 à Paris, ce qui prouve que Suckling vit bien à Paris à ce moment-là. Un pamphlet bizarre en prose apparaît aussi en 1641, intitulé Newes from Sir John Suckling, being a relation of his conversion from a Papist to a Protestant ; also what torment he endured by those of the Inquisition in Spaine ; and how the Lord Lekeux, his Accuser, was strucken dumbe, hee going to have the Sentence of Death passed upon him (« Nouvelles de sir John Suckling, relatant sa conversion du catholicisme au protestantisme ; aussi quels tourments il a endurés par les gens de l'Inquisition en Espagne ; et comment lord Lekeux, son accusateur, est anéanti lorsque c'est lui qui doit subir la peine de mort »). Il ne faut pas prêter trop de crédit à ce tract, mais certaines parties doivent être vraies.
Quelque chose de similaire dans le ton, daté aussi de 1641 et intitulé Four Fugitives Meeting, raconte la rencontre fortuite en France de lord Finch, sir Francis Windebank (en), sir John Suckling et du docteur Roane.
Des pamphlétaires pro-parlementaires exploitent la fuite de Suckling : « il a été parmi les grands pour écrire des pièces, mais le Complot ne fut pas une de ses meilleures. Forcé de quitter la scène en courant, il n'a pas osé rester pour voir le premier acte ».

### Mort
Il demeure certaines incertitudes sur les circonstances de sa mort. Une version, peu crédible, raconte qu'un de ses valets, démasqué pour un vol domestique, aurait glissé soit un rasoir ouvert, soit un clou rouillé dans une des bottes de Suckling, provoquant soit une hémorragie, soit une infection. Une autre version dit que, sa fortune ayant fondu en exil et craignant la pauvreté, il achète du poison chez un apothicaire parisien et qu'il s'empoisonne. Cette fin, qu'il avait lui-même fermement condamnée dans le cas du mari de sa sœur aînée, est vraisemblablement adoptée par lui en mai ou juin 1642. Aubrey dit qu'il a été enterré dans le cimetière attaché à l'église protestante de Paris.
Étant mort célibataire et sans enfants, son patrimoine passe au demi-frère de son père, Charles Suckling.

### Description physique
Aubrey rapporte une description physique détaillée de Suckling que lui fait Davenant. « Il possédait de manière incomparable la faculté de répartie et un esprit particulièrement vif, quand il se sentait provoqué ou attaqué. Il était l'un des plus grands galants de son temps, et également un des plus grands joueurs de boules et de cartes. Aussi aucun commerçant ne lui aurait fait crédit de six pence, car il pouvait tout à fait avoir sur lui un jour 200 livres, le jour suivant pas même la moitié, et parfois même rien du tout. Il était de taille moyenne, peu fort physiquement, ses yeux étaient ronds et vifs, son visage rougeâtre et son nez rouge. Sa tête n'était pas très grande et ses cheveux blonds-roux. Sa barbe bouclait naturellement, ce qui lui donnait un air vif et gracieux. » Aubrey précise qu'ayant inventé le jeu de cribbage, il gagna 20 000 livres en envoyant dans toutes les places de jeu du pays ses cartes marquées de son logo.
Le meilleur portrait de Suckling est celui fait par van Dyck, qui se trouve maintenant à Hartwell, près d'Aylesbury. Il représente le poète en veste bleue et manteau écarlate, s'appuyant contre un rocher, et tenant ostensiblement le First Folio de Shakespeare, ouvert à Hamlet, comme s'il voulait s'identifier au personnage-titre, ou, à tout le moins, se réclamer de l'héritage littéraire de Shakespeare. Il existe plusieurs gravures de son visage faites à partir d'un autre portrait de van Dyck ou d'un dessin de J. Thurson.

## Œuvres
Seule une petite partie de ses écrits a été rendue publique pendant sa vie. Tout ce qui est important dans son legs littéraire est publié quatre ans après sa mort dans un volume intitulé Fragmenta Aurea, sous-titré Une collection de toutes les pièces incomparables écrites par sir John Suckling, publiées par un ami (i.e. Humphrey Moseley (en)) pour perpétuer sa mémoire. Ce volume contient ses Poems, Lettres à divers personnages éminents en plusieurs occasions, trois pièces de théâtre, Aglaura, The Goblins et Brennoralt, et le traité sur le socinianisme, intitulé Une explication de la religion par la raison.

### The Goblins
La pièce The Goblins est jouée au Blackfriars Theatre par la troupe du roi en 1638, et reprise au Theatre Royal le 24 janvier 1667. Les « goblins » sont des voleurs, qui, sous la direction de leur chef, Tamoren, effrayent le royaume de « Francelia » par leurs tours diaboliques et rendent une forme grossière de justice à la façon de Robin des bois et de ses hommes. La progression de l'action est déconcertante, bien que l'on trouve des passages pétillants et quelques pointes de critique littéraire et sociale. 
Le Gentleman Magazine écrit en 1840 au sujet de cette pièce : « Sa fantaisie vive et son mélange animé de dialogues, de chansons et de musique, ainsi que la surabondance d'actions semblent avoir été confiés à Sheridan, qui, paraît-il, a eu l'intention de la remanier ».

### The Tragedy of Brennoralt
Cette pièce est une version corrigée et augmentée de The Discontented Colonel de 1640. Bien qu'elle contienne quelques passages de fine rhétorique, elle est moins efficace qu'Aglaura ou The Goblins. Il existe quelques allusions tangibles à la situation politique de 1639, les Lituaniens de la pièce représentant de façon évidente les Écossais, bien que la scène se passe en Pologne. Brennoralt est reprise le 5 mars 1668 au Théâtre Royal. Suckling n'hésite pas à insérer quelques vers entiers de Shakespeare sans le signaler.

### The Sad One
Cette tragédie inachevée est publiée dans la troisième édition de Fragments Aurea avec quelques poèmes supplémentaires et des lettres. Les éditions ultérieures, intitulées The Works of Sir John Suckling, paraissent en 1696, 1709, 1719, 1766 et 1770.